# Julian Davies (microbiólogo)
Julian Edmund Davies FRS (Gales, enero de 1932-Vancouver, 2 de febrero de 2025) fue un bioquímico y microbiólogo británico, profesor e investigador principal del Laboratorio Davies de la Universidad de Columbia Británica, teniendo un largo historial de publicaciones sobre la materia de estudio a la que está asociado.

## Educación y vida personal.
Nació en enero de 1932, Davies obtuvo un B.Sc. en 1953 y un Ph.D. en 1956 de la Universidad de Nottingham, ambos con sumos honores .

## Carrera
Su investigación se centra en la interacción de pequeñas moléculas, y especialmente de antibióticos, con bacterias. Hizo importantes avances en la comprensión de cómo funcionan los antibióticos y cómo las bacterias se vuelven resistentes a ellos, especialmente el origen de los genes de resistencia.

## Publicaciones
Es autor o coautor de varios cientos de artículos científicos y al menos 6 libros, todos ellos importantes en su campo.

## Premios y honores
Fue elegido miembro de la Royal Society en 1994 y también es miembro de la Royal Society of Canada y miembro extranjero de la Academia Nacional de Ciencias de EE. UU. Es expresidente de la Sociedad Estadounidense de Microbiología.
Ha recibido la Medalla de Oro de la Sociedad Estadounidense de Microbiología, el Premio de la Sociedad de Microbiología General, y recibió el Premio Bristol-Myers Squibb por Logros Distinguidos en Investigación de Enfermedades Infecciosas en 1999.